# Uitbeenmes
Een uitbeenmes is een mes waarmee het vlees van de botten wordt gescheiden.
Er zijn twee vakgebieden waar een uitbeenmes wordt gebruikt, dat zijn de slagerij en de keuken.
In de slagerij (slachterij) wordt vooral groot vlees van runderen, varkens en eventueel wild uitgebeend en verwerkt tot geproportioneerde vleesproducten. 
In de keuken wordt het uitbeenmes gebruikt voor gevogelte, klein wild en het verder verwerken van vlees dat nog bot bevat.
De messen voor beide vakgebieden verschillen in de praktijk weinig zij het dat in de keuken meestal met lichtere messen kan worden volstaan.
Het uitbeenmes is dun en smal in vergelijking met een koksmes en enigszins flexibel, de lengte van het lemmet varieert tussen de 14 en 18 cm. Vooral voor het zwaardere werk (slagerij) mag het mes niet te dun of te smal zijn. Het lemmet heeft een gladde snede en een scherpe gebogen punt, hierdoor kan het mes de vormen van de botten beter volgen. 
Het uitbeenmes wordt in tegenstelling met de meeste andere messen geregeld verticaal gebruikt, de snede is dan naar werker gericht evenals de snijrichting. Deze manier van werken geeft een goed zicht op het uitbeenproces.
De Japanse uitbeenmessen worden onderscheiden in honesuki, hankotsus en gokujo. Traditioneel worden deze messen gebruikt om hangend vlees uit te benen. Het mes wordt dan in omgekeerde greep gehanteerd en er wordt van boven naar beneden gesneden.
Uitbeenmessen worden vaak geslepen en worden dan steeds korter en smaller.

## Afbeeldingen

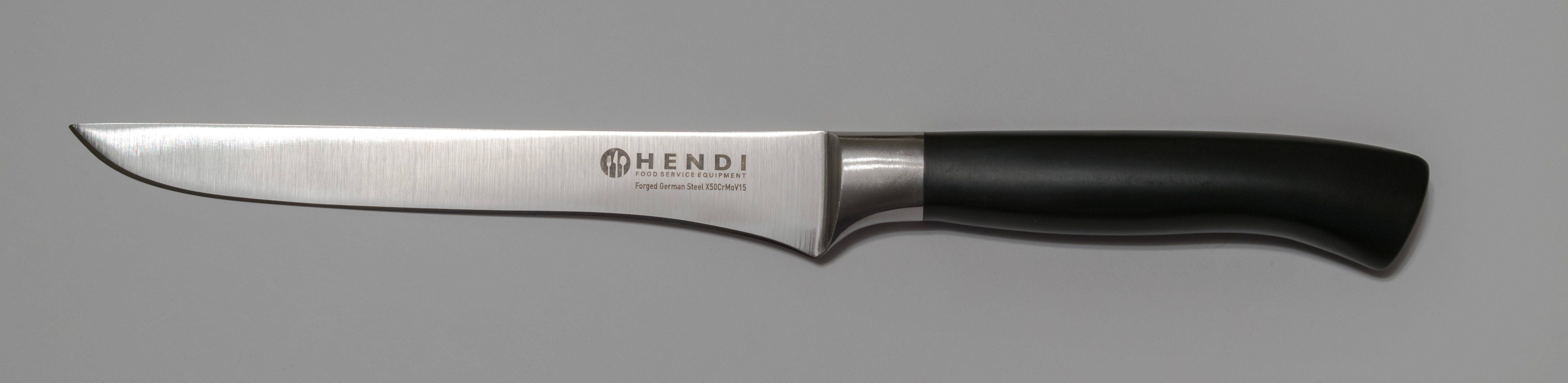
Uitbeenmes (Duits fabricaat)
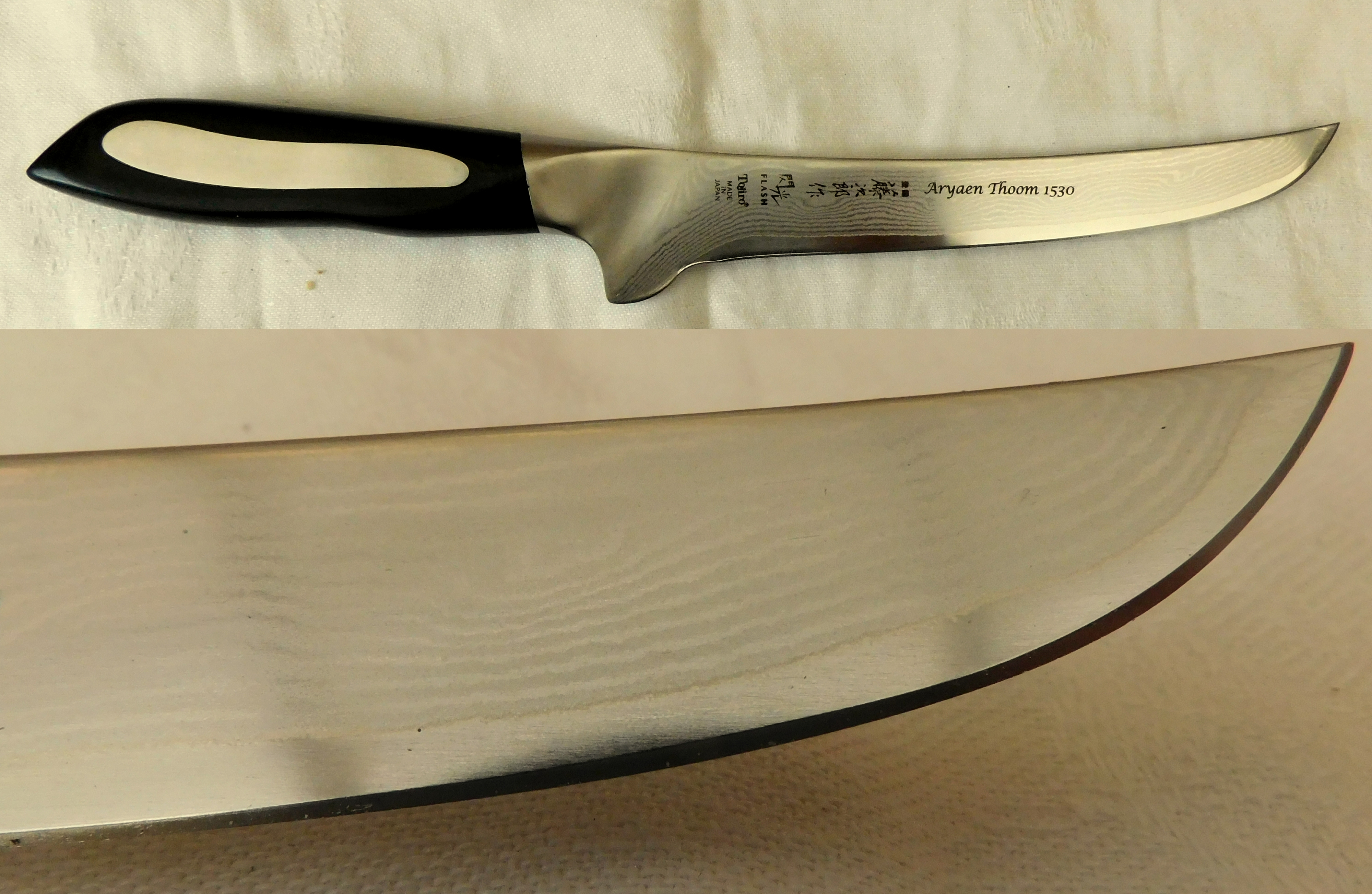
Japans uitbeenmes, Honesuki, staal VG-10 (HRc 60) + 32 lagen roestvast staal damast, westers handvat kunsstof, lemmetlengte 15 cm.,Japans geslepen, slijphoek 2 * 15 graden.
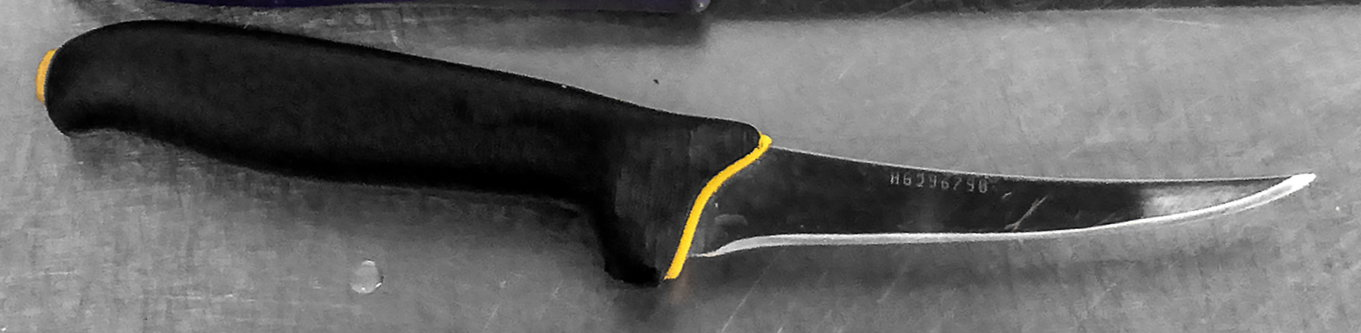
Veel gebruikt uitbeenmes